# 12325 Bogotá
För andra betydelser, se Bogota (olika betydelser).
12325 Bogota eller 1992 RH7 är en asteroid i huvudbältet som upptäcktes den 2 september 1992 av den belgiske astronomen Eric W. Elst vid La Silla-observatoriet. Den är uppkallad efter Colombias huvudstad Bogotá.
Asteroiden har en diameter på ungefär 3 kilometer.